# Ophrys fuciflora chestermanii
L'ofride di Chesterman (Ophrys fuciflora subsp. chestermanii (J.J.Wood) H.Blatt & W.Wirth, 1990) è una pianta erbacea appartenente alla famiglia delle Orchidacee.

## Etimologia
L'epiteto sottospecifico (chestermanii = di Chesterman) è un omaggio al botanico inglese David Chesterman.

## Descrizione
È una pianta erbacea alta da 10 a 30 cm.. La forma biologica è geofita bulbosa (G bulb), ossia è una pianta perenne che porta le gemme in posizione sotterranea. Durante la stagione avversa non presenta organi aerei e le gemme si trovano in organi sotterranei chiamati bulbi o tuberi, strutture di riserva che annualmente producono nuovi fusti, foglie e fiori. È un'orchidea terrestre in quanto contrariamente ad altre specie, non è “epifita”, ossia non vive a spese di altri vegetali di maggiori proporzioni.

### Radici
Le radici sono fascicolate e secondarie da bulbo e consistono in sottili fibre radicali posizionate nella parte superiore dei bulbi.

### Fusto
- Parte ipogea: la parte sotterranea del fusto è composta da due tuberi bulbosi a forma ovoidale, arrotondati e di colore biancastro; il primo svolge delle importanti funzioni di alimentazione, mentre il secondo raccoglie materiali nutritizi di riserva per lo sviluppo della pianta che si formerà nell'anno successivo.
- Parte epigea: la parte aerea del fusto è semplice ed eretta. Il colore è verde.

### Foglie
Le foglie basali (disposte a rosetta) sono da 3 a 4 a forma ovato-lanceolata; mentre quelle cauline sono allungate, più strette e amplessicauli. Sulla pagina fogliare sono presenti delle nervature parallele disposte longitudinalmente (foglie di tipo parallelinervie). Il colore delle foglie è verde chiaro.

### Infiorescenza
L'infiorescenza è “indefinita” (senza fiore apicale o politelica) del tipo spiciforme e allungata (lassa) con pochi fiori (massimo 3 – 5 fiori) di cui 1 o 2 in contemporanea fioritura. Questi ultimi sono posti alle ascelle di brattee a forma ovato-lanceolata; sono più lunghe dei fiori stessi. I fiori inoltre sono resupinati, ruotati sottosopra; in questo caso il labello è volto in basso.

### Fiore
I fiori sono ermafroditi ed irregolarmente zigomorfi, pentaciclici (perigonio a 2 verticilli di tepali, 2 verticilli di stami (di cui uno solo fertile – essendo l'altro atrofizzato), 1 verticillo dello stilo).
- Formula fiorale: per queste piante viene indicata la seguente formula fiorale:

X, P 3+3, [A 1, G (3)], infero, capsula

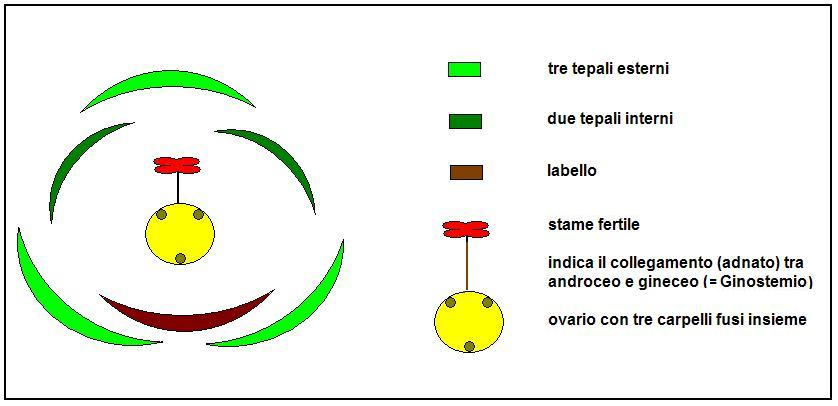
Diagramma fiorale

- Perigonio: il perigonio è composto da 2 verticilli con 3 tepali (o segmenti) ciascuno (3 interni e 3 esterni). I tre segmenti esterni sono patenti a forma ovato-oblunga con apice ottuso e ripiegati all'indietro. I due tepali interni (il terzo, quello centrale, chiamato labello, è molto diverso da tutti gli altri) sono più piccoli e più stretti a forma triangolare; sono disposti in modo alterno a quelli esterni e i bordi sono finemente ciliati. Colore dei tepali: da bianco-rosa, a rosa con una nervatura centrale longitudinale verde chiaro.
- Labello: il labello (la parte più vistosa del fiore) si presenta con un portamento pendente. La forma è trapezoidale con angoli smussati, lievemente convesso. Il colore prevalente è bruno-rossiccio; al centro è presente una caratteristica macchia a forma di H grigiastra, bordata da linee chiare. Tutta la superficie è vellutata, mentre i bordi sono densamente pubescenti. La parte apicale termina con un “apicolo” giallastro, robusto e revoluto in avanti. Nella parte basale ai due lati sono presenti delle gibbosità glabre, appuntite e di colore più chiaro. Questo labello è privo dello sperone. Dimensione del labello: larghezza 13 – 18 mm; lunghezza 15 – 22 mm.
- Ginostemio:  lo stame con le rispettive antere (in realtà si tratta di una sola antera fertile biloculare – a due logge) è concresciuto (o adnato) con lo stilo e lo stigma e forma una specie di organo colonnare chiamato "ginostemio"[5]. Quest'organo è posizionato all'interno-centro del fiore ed è rostrato, terminante con una punta. Il polline ha una consistenza gelatinosa e si trova nelle due logge dell'antera; queste sono fornite di una ghiandola vischiosa (chiamata retinacolo). I pollinii sono inseriti su due retinacoli distinti tramite delle caudicole, mentre i retinacoli sono protetti da due borsicole[6]. L'ovario, sessile in posizione infera, è formato da tre carpelli fusi insieme[2].
- Fioritura: da aprile a maggio.

### Frutti
Il frutto è una capsula.  Al suo interno sono contenuti numerosi minutissimi semi piatti. Questi semi sono privi di endosperma e gli embrioni contenuti in essi sono poco differenziati in quanto formati da poche cellule. Queste piante vivono in stretta simbiosi con micorrize endotrofiche, questo significa che i semi possono svilupparsi solamente dopo essere infettati dalle spore di funghi micorrizici (infestazione di ife fungine). Questo meccanismo è necessario in quanto i semi da soli hanno poche sostanze di riserva per una germinazione in proprio.

## Biologia
La riproduzione di questa pianta può avvenire in due modi: 
- per via sessuata grazie all'impollinazione entomogama: l'insetto impollinatore è il bombo Bombus vestalis (Apidae).[8]

Questo fiore è privo di nettare per cui a impollinazione avvenuta l'insetto non ottiene nessuna ricompensa; questa specie può quindi essere classificata tra i “fiori ingannevoli”. La successiva germinazione dei semi è condizionata dalla presenza di funghi specifici (i semi sono privi di albume – vedi sopra). La disseminazione è di tipo anemocora.
- per via vegetativa in quanto uno dei due bulbi possiede la funzione vegetativa per cui può emettere gemme avventizie capaci di generare nuovi individui (l'altro bulbo generalmente è di riserva).

## Distribuzione e habitat
- Geoelemento: il tipo corologico (area di origine) è Endemico.
- Distribuzione: questa orchidea si trova unicamente in Sardegna.
- Habitat: l'habitat tipico di questa pianta sono i margini boschivi, le macchie e bordi delle strade in zone fresche a mezza ombra su substrato calcareo.
- Distribuzione altitudinale: sui rilievi queste piante si possono trovare fino a 600 m s.l.m.; frequentano quindi il piano vegetazionale collinare.

## Tassonomia
Il numero cromosomico di Ophrys fuciflora subsp. chestermanii è: 2n = 36.

### Ibridi
- Ophrys normannii J.J. Wood - Ibrido con Ophrys tenthredinifera

## Conservazione
Come tutte le orchidee è una specie protetta e quindi ne è vietata la raccolta e il commercio ai sensi della Convenzione sul commercio internazionale delle specie minacciate di estinzione (CITES).